# بوينتيديفا
بلدية بوينتيديفا (بالإسبانية: Puentedeva) هي بلدية تقع في مقاطعة أورينسي التابعة لمنطقة غاليسيا شمال غرب إسبانيا.

## الديموغرافيا
بلغ عدد سكان بلدية بوينتيديفا 667 نسمة عام 2011 (وفقاً للمعهد الوطني للإحصاء الإسباني).
| 807 | 723 | 684 | 626 | 723 | 680 | 667 |